# Denis Diderot
Denis Diderot (wym. ['dəni 'did(ə)ʁo]; ur. 5 października 1713 w Langres, zm. 31 lipca 1784 w Paryżu) – francuski pisarz, krytyk literatury i sztuki, filozof i encyklopedysta okresu Oświecenia.

## Biografia

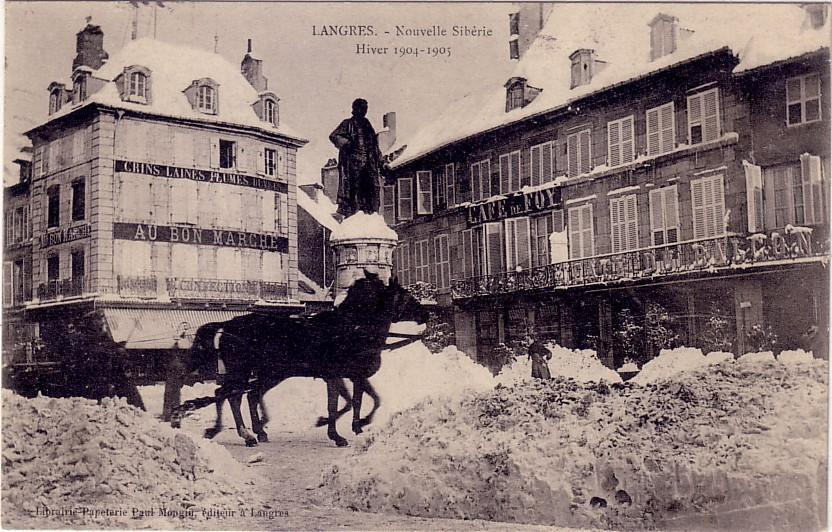
Centrum Langres w 1905. Diderot urodził się w budynku po prawej.

Urodził się w 1713 w wielodzietnej rodzinie nożownika. Początkowo szykowany był do stanu duchownego. Uczył się w kolegium jezuitów w Langres (do 1728), po czym wyjechał na studia na Uniwersytet Paryski (magisterium 1732). Przez wiele lat żył w ubóstwie, samodzielnie pogłębiając swoją edukację, przede wszystkim w zakresie matematyki i języków obcych (grecki, włoski i angielski).
Debiutował ok. 1737, ale uwagę odbiorców przyciągnęły jego tłumaczenia z języka angielskiego (Inquiry concerning Virtue and Merit lorda Shaftesbury’ego w 1745 oraz Medicinal Dictionary Roberta Jamesa w 1746–1748). W 1743 ożenił się. Z małżeństwa urodziło się kilkoro dzieci, wszystkie zmarły w dzieciństwie z wyjątkiem córki Angélique, która przeżyła swojego ojca.
Pierwszą znaczącą, samodzielną pracą Diderota były Myśli filozoficzne z 1746. Nawiązał też wtedy kontakt z wydawcami Wielkiej encyklopedii francuskiej. Wraz z d’Alembertem został jej redaktorem i jednym z głównych autorów (aż do jej ukończenia w 1772). Przez ten czas było to też jego główne źródło utrzymania. Pomimo tych angażujących prac, nadal pisał odrębne dzieła.

Podróż Diderota z Paryża do Petersburga (1773–1774)

W 1749 z powodu swoich antyreligijnych publikacji został na trzy miesiące uwięziony w twierdzy Vincennes.
W 1773–1774 odbył podróż do Rosji na zaproszenie carycy Katarzyny. Diderot potrzebował pieniędzy na posag dla swojej córki, a Katarzyna kupiła (płacąc z góry) jego osobistą bibliotekę i wyznaczyła mu pensję. Diderot pozostał pod jej patronatem i w kontakcie korespondencyjnym do końca życia. Po powrocie do Francji w 1774 spędził ostatnie lata życia na prowadzeniu bogatej korespondencji i pisząc swoje ostatnie prace. Zmarł w 1784.

## Twórczość

### Nauka i filozofia
Diderot sam nie był naukowcem, był jednak uznawany za „człowieka nauki” (homme de sciences), ze względu na swoją szeroką znajomość zagadnień naukowych oraz popieranie ich rozwoju i upowszechniania.
Od lat 40. XVIII wieku interesował się medycyną, matematyką i fizyką matematyczną i temu poświęcił swoje pierwsze publikacje. Zajmował się m.in. związkiem między rachunkiem różniczkowym i fizyką dźwięku. Z czasem Diderot zaczął coraz krytyczniej podchodzić do różnych form abstrakcji, skłaniając się coraz bardziej ku empiryzmowi. Początkowo skłaniał się do sensualizmu. Jego stanowisko było podobne do prezentowanego przez Condillaca (z którym utrzymywał żywy kontakt), jednak było znacznie mniej systematyczne. W Pensées sur l’interprétation de la nature (1753) opierając się na pracach Bacona, Maupertuisa Buffona i Daubentona rozwinął pochwałę nauk eksperymentalnych (szczególnie chemii, fizyki eksperymentalnej i nauk o życiu) i krytykę racjonalizmu. Stał się również krytyczny wobec dominacji matematyki w nauce, wskazując, że zbytnio opiera się na filozofii racjonalistycznej i zakłada nadmierną jedność nauk. Matematyka nie miała być modelem dla wszystkich nauk (jak w racjonalizmie), ale narzędziem pomocniczym, pozwalającym porządkować obserwacje.
W kwestiach ontologicznych Diderot nie wypracował jednolitego stanowiska. Nie uznawał materii za jednorodną, uniwersalną substancję, leżącą u podstaw wszystkich zjawisk. Z licznych jego tekstów wynika, że zbliżał się do monistycznego materializmu (wszystko składa się z materii), zarazem jednak uznawał, że nie ma czegoś takiego jak abstrakcyjna materia, ale że istnieją jej różne formy w konkretnych zjawiskach, lub (w niektórych tekstach), że istnieją „materie”.
W biologii był zwolennikiem witalizmu, wskazywał jednak na znacznie większą rolę chemii w wyjaśnianiu życia, aniżeli tacy witaliści jak Théophile Bordeu. Działania organizmu nie da się jednak wyjaśnić wyłącznie w kategoriach mechanicznych czy chemicznych. Jest on połączeniem tych czynników, zyskujących własną specyfikę poprzez wysoki poziom organizacji. Jest również uznawany za jednego z prekursorów ewolucjonizmu. Natura jest w ciągłym ruchu i w ciągłym procesie stopniowych przemian. Nie istnieją jej stałe i określone wcześniej jej formy (np. biologiczne gatunki), lecz istnieje między nimi ciągłość.

### Religia
Diderot wielokrotnie podejmował problematykę religijną. Był krytyczny wobec zastanych form religii, w szczególności religii instytucjonalnej. Jego poglądy klasyfikuje się rozmaicie. Uznawany jest (w zależności od okresu) za teistę, deistę czy otwartego, materialistycznego ateistę. Klasyfikacja ta jest trudna, ponieważ wypowiedzi Diderota na ten temat są liczne i rozproszone, a jego poglądy ewoluowały.
Diderot starał się traktować religię jako przedmiot badań naukowych i postulował stworzenie „historii naturalnej religii”. Autor starał się opisać historię form religijnych, począwszy od „religii naturalnej” poprzez różne, coraz bardziej rozbudowane postacie „religii historycznych”, rozwijające się od form zmysłowych do coraz bardziej intelektualnych. Nie traktuje przy tym religii jako czegoś autonomicznego, a tym bardziej transcendentnego, lecz sprowadza ją do zjawisk naturalnych czy historycznych. Jego poglądy na źródła religii się zmieniały, mogła to być np. deifikacja wybitnych postaci (euhemeryzm), strach, oszustwo sformułowane przez grupy panujące, niezaspokojony popęd seksualny, narkotyki.
W konsekwencji, Diderot uznawał, że religia ma negatywne konsekwencje społeczne (np. poprzez wspieranie opresyjnych instytucji politycznych) i wraz z postępem społecznym należy jej znaczenie ograniczać, poprzez laicyzację szkolnictwa i instytucji państwowych, pozbawienie duchowieństwa majątku.

### Etyka i myśl polityczna

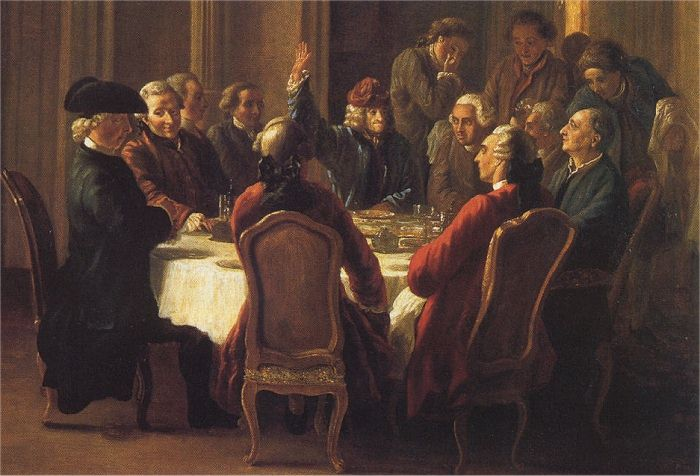
Obiad filozofów, obraz Jeana Hubera (1772); Diderot siedzi po prawej stronie stołu słuchając przemawiającego Voltaire’a

Diderot podzielał wiele poglądów politycznych pisarzy francuskiego oświecenia. Nie wypracował jednak samodzielnej, systematycznej koncepcji politycznej. Diderot był postrzegany przez pryzmat swojej działalności (w szczególności jako redaktora Encyklopedii). Nie napisał także systematycznego dzieła poświęconego etyce, choć był do tego kilkakrotnie zachęcany. Jak się przypuszcza, mógł uważać swoje idee (szczególnie konsekwencje determinizmu dla moralności) za zbyt radykalne i narażające na prześladowania. Jego krytyka religii chrześcijańskiej (i religii jako takiej) doprowadziła go do zamiaru stworzenia etyki nie związanej z religią. Jego etyka (nie ujęta nigdy w systematyczny i całościowy wywód) ma charakter naturalistyczny (moralność jest ściśle powiązana ze światem przyrody), z podkreślaniem wątków utylitarnych (rola użyteczności) i deterministycznych.
Diderot wpisywał rozwój społeczeństw w przemiany natury. Historia miała u niego charakter cykliczny, z powtarzającymi się epokami kataklizmów. Był krytycznie nastawiony do społeczeństwa Ancien régime i traktował Encyklopedię jako instrument zmian, podważający współczesne mu społeczne i polityczne instytucje. Stopniowo coraz bardziej skłaniał się ku idei suwerenności ludu, wskazując społeczeństwo jako źródło wszelkiej władzy. W niektórych swoich pismach skłaniał się ku popularnej w oświeceniu idei umowy społecznej jako źródła społeczeństwa i władzy, jednak pod koniec życia ją zarzucił, ujmując tę genezę w naturalistycznych kategoriach.

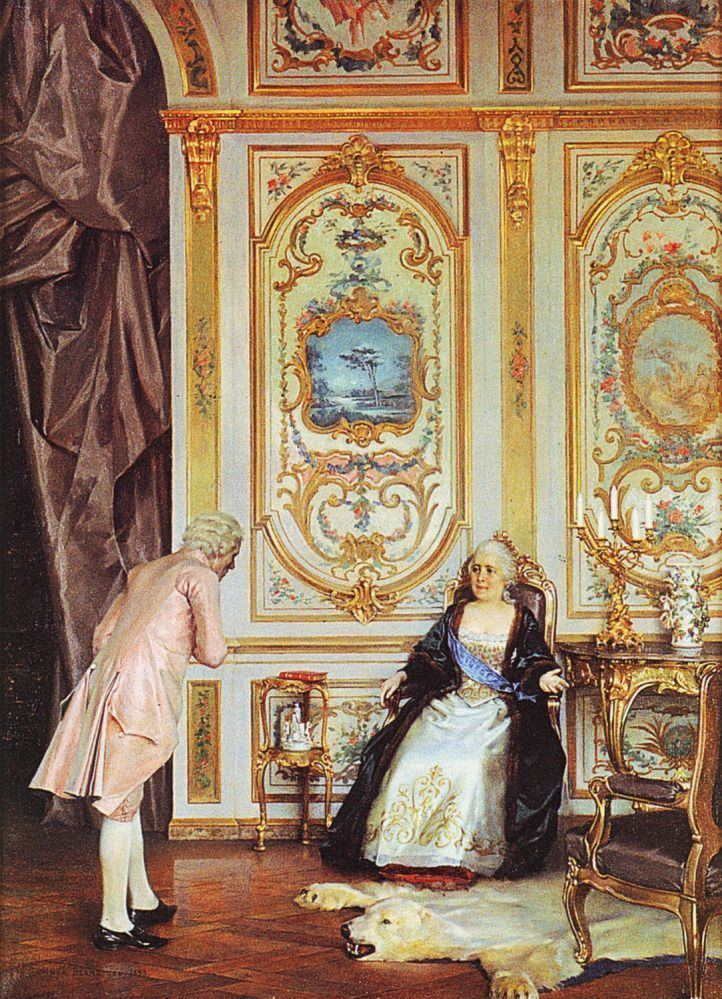
Gunnar Berndtson, Diderot przed Katarzyną Wielką. Olej na płótnie (1893).

Jego poglądy spotykały się często z cenzurą lub odrzuceniem jako zbyt radykalne. Tak było np. z jego komentarzami do proponowanej reformy prawa karnego i systemu edukacji w Rosji, które przedstawił carycy Katarzynie II. Diderot nie obawiał się wtedy jej sprzeciwić, nazywając ją tyranką.

### Estetyka i krytyka
Sztuka miała dla niego znaczenie moralne. Jest to widoczne zarówno w jego tekstach filozoficznych, krytyce artystycznej, jak i w dziełach literackich. Trzema najważniejszymi wartościami estetycznymi były prawda, dobro i piękno. Niechęć do abstrakcji i wysoka ocena realizmu objawiała się także w jego krytyce artystycznej, której był jednym z wczesnych przedstawicieli.
Diderot zajmował się też krytyką malarstwa, a swoje poglądy przedstawił w esejach Salons (1759–1781). Jest on twórcą nowatorskiej teorii dramatu mieszczańskiego, umieszczającej utwory dramatyczne między komedią i tragedią, co miało być bliższe rzeczywistości. Teorię opisał w dziełach: Rozmowy o synu naturalnym (Entretiens sur « Le fils naturel », 1757) i O poezji dramatycznej (De la poésie dramatique, 1759).

## Prześladowania
Diderot spotkał się z prześladowaniami za poglądy (był powszechnie postrzegany jako ateista i materialista już na początku swojej kariery). W 1749 z został uwięziony na kilka miesięcy w twierdzy Vincennes. Jego prace cenzurowano, zakazywano ich druku i kolportacji. Ograniczenia te nie ustały: Kubuś fatalista (dekretem z 1804) oraz redagowana przezeń Wielka encyklopedia francuska umieszczone zostały w index librorum prohibitorum. Obawiając się prześladowań, Diderot wstrzymał się z publikacją niektórych swoich prac, które stały się znane dopiero w XIX w.

## Dzieła
Dorobek Diderota jest obszerny i różnorodny. Obejmuje dzieła literackie, filozoficzne i naukowe, publicystykę, tłumaczenia i korespondencję. Współczesna edycja dzieł wszystkich Diderota (DPV) obejmuje 32 tomy. W trakcie swojego życia poglądy prezentowane przez Diderota w jego dziełach ulegały zmianom.
Wiele jego dzieł nie było publikowanych za życia, znane były jednak bywalcom salonów i elitom intelektualnym. Obok dzieł samodzielnych, Diderot znany jest jako inicjator, naczelny redaktor i jeden z głównych twórców Encyklopedii (1751–1772), która zebrała dorobek myśli naukowej, społecznej, filozoficznej i moralnej europejskiego oświecenia. Sam napisał szereg artykułów (około 7 tys.) z dziedziny filozofii, sztuki i rzemiosła. Sam był autorem ponad 5000 artykułów.
Diderot pozostawił po sobie także obfitą korespondencję, której zbiory zostały wydane, a także liczne artykuły prasowe. Wraz z licznymi tekstami rozproszonymi są one wydane w jego dziełach zebranych.

### Powieści
- 1748 Les Bijoux indiscrets;

- (pl) 1992 Niedyskretne klejnoty, tłum. Andrzej Siemek;

- 1776 Jacques le fataliste et son maître;

- (pl) 1915 Kubuś Fatalista i jego pan, tłum. Tadeusz Boy-Żeleński;

- 1796 La Religieuse;

- (pl) 1949 Zakonnica, tłum. Jan Piotrowicz;
- (pl) 1954 Zakonnica, tłum. Wiesław Rogowicz.

### Opowiadania
- 1748 L’Oiseau blanc: conte bleu;
- 1770 Les Deux Amis de Bourbonne;

- (pl) 1920 Dwaj przyjaciele z Bourbonne, tłum. Tadeusz Boy-Żeleński;

- 1772 Sur l’Inconséquence du jugement public de nos actions particulières. Madame de La Carlière;

- (pl) 1920 Pani de la Carlière, tłum. Tadeusz Boy-Żeleński;

- 1773 Ceci n’est pas un conte;

- (pl) 1920 To nie bajka, tłum. Tadeusz Boy-Żeleński;

- 1772 Supplément au voyage de Bougainville (publikacja w 1796);

- (pl) 1920 Przyczynek do podróży Bougainville’a, tłum. Tadeusz Boy-Żeleński.

### Dramat
- 1757 Le Fils naturel ou les Épreuves de la vertu, comédie suivie des Entretiens sur le Fils naturel;
- 1758 Le Père de famille, drame, accompagné d’un Discours sur la poésie dramatique;

- (pl) 1780 Ociec dobry. Komedya w piąciu aktach, tłum. Franciszek Zabłocki;
- (pl) Oyciec familii. Drama w piąciu aktach z francuskiej Diderota przełożona, tłum. Wojciech Bogusławski;

- 1781 Est-il bon? Est-il méchant? et ses deux textes préparatoires: Plan d’un divertissement domestique et La pièce et le prologue.

### Dialogi
- między 1761, a 1782 Le Neveu de Rameau, publikacja w 1805;

- (pl) 1910 Kuzynek mistrza Rameau, tłum. Leopold Staff;

- 1769 Le Rêve de D’Alembert, publikacja w 1830;

- (pl) 1962 Sen d’Alemberta, tłum. Jan Kott;

- 1770 Entretien d’un père avec ses enfants ou Du danger de se mettre au-dessus des lois;

- (pl) 1920 Rozmowa ojca z dziećmi, tłum. Tadeusz Boy-Żeleński;

- 1773–1774 Entretien d’un philosophe avec la maréchale de ***, publikacja w 1777;

- (pl) 1920 Rozmowa filozofa z marszałkową de ***, tłum. Tadeusz Boy-Żeleński;

- Lui et moi;
- 1768 Mystification ou l’histoire des portraits, publikacja w 1951;

- (pl) 1962 Mistyfikacja, tłum. Jan Kott.

### Eseje
- 1746 Pensées philosophiques

- (pl) 1953 Myśli filozoficzne, tłum. Julian Rogoziński, Julia Hartwig;

- 1746 De la suffisance de la religion naturelle;

- (pl) 1953 O wystarczalności religii naturalnej, tłum. Julian Rogoziński, Julia Hartwig;

- 1747 La Promenade du sceptique;

- (pl) 1953 Przechadzka sceptyka, tłum. Julian Rogoziński, Julia Hartwig;

- 1749 Lettre sur les aveugles à l’usage de ceux qui voient et des Additions;

- (pl) 1953 List o ślepcach dla użytku tych, co widzą, tłum. Julian Rogoziński, Julia Hartwig;

- 1749 Addition à la lettre sur les aveugles;
- 1751 Lettre sur les sourds et muets;
- Suite de l’Apologie de M. l’abbé de Prades;
- 1751 Pensées sur l’interprétation de la nature;

- (pl) 1953 O interpretacji natury, tłum. Julian Rogoziński, Julia Hartwig;

- 1755 L’histoire et le secret de la peinture en cire;
- 1762 Addition aux Pensées philosophiques;
- 1769 Suite de l’entretien entre d’Alembert et Diderot;

- (pl) 1950 Rozmowa d’Alemberta z Diderotem, tłum. Jan Kott;

- 1770 Principes philosophiques sur la matière et le mouvement;
- 1772 Regrets sur ma vieille robe de chambre ou Avis à ceux qui ont plus de goût que de fortune;
- 1773–1777 Paradoxe sur le comédien;

- (pl) 1950 Paradoks o aktorze, tłum. Jan Kott.

### Poezja
- 1771 Complainte en rondeau de Denis, roi de la fève, sur les embarras de la royauté;
- 1771 Vers aux femmes;
- 1771 Vers après avoir été deux fois roi de la fève;
- 1773 La Poste de Kœnigsberg à Memel;
- 1774 Le trajet de la Dwina sur la glace;
- 1778 Mon Portrait et mon Horoscope;
- Hymne à l’Amitié;
- Chant lyrique;
- Imitation de la satire d’Horace: Olim truncus eram.

### Krytyka i recenzje
- 1758 Discours sur la poésie dramatique;

- (pl) 1958 O poezji dramatycznej, tłum. E. Rzadkowska;

- 1759–1781 Neuf Salons;

- (pl) 1950 Salony (fragmenty), tłum. Jan Kott;

- 1762 Éloge de Richardson;
- 1766 Les Essais sur la peinture sont une annexe au Salon de 1765;
- 1770 Observation sur une brochure intitulèe Garrick ou les acteurs anglais;
- 1771 Notes sur le style, à propos de la Ricerche intorno alla natura dello stile de Cesare Beccaria;
- 1771 Lettre sur l’examen de l’Essai sur les préjugés, ou Pages contre un tyran, publikacja w 1937;
- 1772 Pensées détachées sur la peinture, la sculpture, l’architecture et la poésie
- 1772 Sur les femmes
- 1773 Observations sur la «Lettre sur l’homme et ses rapports»;
- 1774 La réfutation d’Helvétius;
- Entretiens sur le Fils naturel;
- La Satire première, à propos d’un vers d’Horace;
- Sur Térence.

### Teksty polityczne
- 1763 Lettre sur le commerce des livres, publikacja w 1861;
- 1770 Apologie de l’abbé Galiani, suite aux Dialogues sur le commerce des blés;
- 1772 Abdication d’un roi de la fève ou Les éleuthéromanes;, publikacja w 1796;
- 1772 Pensées détachées ou Fragments politiques échappés du porte-feuille d’un philosophe;
- 1774 Observations sur le Nakaz;
- 1774 Principes de politiques des souverains;

- (pl) 1950 Zasady polityki władców, tłum. Jan Kott;

- 1775 Plan d’une université;
- 1778 Essai sur la vie de Sénèque le philosophe, sur ses écrits et sur les règnes de Claude et de Néron;
- 1774 Critique du despotisme albo Notes écrites à la marge de Tacite;
- 1781 Lettre apologétique de l’abbé Raynal à monsieur Grimm.

### Dzieła naukowe
- 1748 Mémoires sur différents sujets de mathématiques;
- 1774 Éléments de physiologie;

- (pl) 1982 [Fragment] Od molekuły do człowieka, tłum. Marian Skrzypek;

- 1757 Introduction à la chymie, publikacja 1887;
- 1761 Sur deux mémoires de D’Alembert;
- Mémoire sur la cohésion des corps.

### Opisy podróży
- 1770 Voyage à Langres;
- 1773 Voyage en Hollande;
- Voyage à Bourbonne.

### Tłumaczenia
- 1742–1743 Temple Stanyan, Histoire de la Grèce (The Grecian history);
- 1745 Shaftesbury, Essai sur le mérite et la vertu de Shaftesbury (An Inquiry Concerning Virtue or Merit);
- 1746–1748 Robert James, Dictionnaire universel de médecine de Robert James (A Medicinal Dictionary, Including Physic, Surgery, Anatomy, Chymistry, and Botany, in All Their Branches Relative to Medicine; Together with a History of Drugs, an Account of Their Various Preparations, Combinations, and Uses; and an Introductory Preface, Tracing the Progress of Physic and Explaining the Theories Which Have Principally Prevail’d in All Ages of the World);
- 1749 Platon Apologie de Socrate (Obrona Sokratesa);
- 1753 Edward Moore Le Joueur d’Edward Moore (The Gamester);
- 1765 Gottfried Wilhelm Leibniz, La Monadologie de Leibniz (Monadologia).